# Черрі-Лог (Джорджія)
Черрі-Лог (англ. Cherry Log) — переписна місцевість (CDP) в США, в окрузі Гілмер штату Джорджія. Населення — 99 осіб (2020).

## Географія
Черрі-Лог розташоване за координатами 34°47′9″ пн. ш. 84°23′1″ зх. д. / 34.78583° пн. ш. 84.38361° зх. д. (34.785961, -84.383620).  За даними Бюро перепису населення США в 2010 році переписна місцевість мала площу 3,15 км², уся площа — суходіл. В 2017 році площа становила 2,96 км², з яких 2,94 км² — суходіл та 0,02 км² — водойми.

## Демографія
Згідно з переписом 2010 року, у переписній місцевості мешкало 119 осіб у 62 домогосподарствах у складі 37 родин. Густота населення становила 38 осіб/км².  Було 118 помешкань (37/км²).
Расовий склад населення:
| - 99,2 % — білих |

До двох чи більше рас належало 0,8 %. Частка іспаномовних становила 0,0 % від усіх жителів.
За віковим діапазоном населення розподілялося таким чином: 14,3 % — особи молодші 18 років, 58,0 % — особи у віці 18—64 років, 27,7 % — особи у віці 65 років та старші. Медіана віку мешканця становила 52,5 року. На 100 осіб жіночої статі у переписній місцевості припадало 108,8 чоловіків;  на 100 жінок у віці від 18 років та старших — 100,0 чоловіків також старших 18 років.
Цивільне працевлаштоване населення становило 44 особи. Основні галузі зайнятості: роздрібна торгівля — 100,0 %.